# Мамин, Николай Петрович
Николай Петрович Мамин  (род. 22 июня 1938 года, село Никольское, Камышловский район, Челябинская область) — мастер спорта СССР, почётный мастер спорта СССР по акробатике, заслуженный тренер СССР по прыжкам в воду, заслуженный тренер РСФСР по прыжкам на батуте. Судья Всесоюзной категории по акробатике.

## Биография
Родился 22 июня 1938 года в селе Никольском Камышловского района в составе Челябинской области (ныне район в составе Свердловской области).
В 1954 году после окончания ремесленного училища поступил на работу электрослесарем в цех № 11 завода «Ураэлектроаппарат». В 1959 году был переведён на должность инструктора физкультуры на этом же предприятии.
В 1961 году призван на срочную службу в ряды Вооружённых Сил СССР. После службы поступил на работу тренером на завод «Уралэлектротяжмаш» и одновременно на заочное отделение Омского государственного институт физической культуры.
Чемпион Вооружённых Сил СССР, ЦС ДСО «Труд», призёр чемпионата России.
Мамин, наряду с полюбившейся ему акробатикой, увлёкся и тяжёлой атлетикой. В свердловском спортивном клубе армии его приметил наставник штангистов Николай Фоминых, тренировавший в своё время легендарного Аркадия Воробьёва — двукратного олимпийского чемпиона. Мамин выполнил норматив кандидата в мастера спорта в полусреднем весе и даже выступал на одном помосте вместе с будущим олимпийским чемпионом, тяжелоатлетом Давидом Ригертом.
Его педагогическая деятельность связана с развитием и становлением в городе Свердловске и Свердловской области новых видов спорта — прыжков на батуте и прыжков в воду. Им подготовлено более 100 мастеров спорта, 5 мастеров спорта международного класса. В числе воспитанников Мамина призёры и победители чемпионатов и первенств Европы и мира. Татьяна Анисимова стала чемпионкой мира по прыжкам на батуте в 1978 году.
Воспитал плеяду чемпионов разного калибра, а имя прыгуньи в воду Ирины Лашко золотом вписано в историю российского спорта.
На протяжении многих лет работает в областной и республиканской федерациях по прыжкам в воду на батуте, им воспитана плеяда высококвалифицированных специалистов по двум видам спорта, работающих в спортивных организациях города и области.
У Мамина тренируются братья Евгений и Вячеслав Новосёловы. Они уже известны в мире прыгунов в воду. Больше титулов пока у Евгения — он чемпион Всемирной универсиады-2009 года в Белграде, победитель и бронзовый призёр чемпионата России-2013 в подмосковной Рузе, бронзовый медалист Всемирной универсиады в Казани.
Неоднократно избирался членом тренерского совета российской федерации прыжков в воду, многократно возглавлял спортивные делегации России на крупнейших международных соревнованиях.
С 1991 года работает в областной спортивной школе Департамента образования Свердловской области — ныне областном научно-методическом центре по спорту объединения «Дворец молодёжи» Департамента образования Свердловской области.
Мамина не раз приглашали работать в США, в один из городов штата Флорида. Это предложение поступило от Милисы Мозес, американской прыгуньи в воду, которая готовилась у Мамина в Свердловске к Олимпиаде в Атланте, где она заняла достаточно высокое шестое место. Мамин от предложения отказался.

## Награды и звания
- Награждён медалью ордена «За заслуги перед Отечеством II степени»
- Ветеран труда и спорта
- Мастер спорта СССР (1964)
- Почётный мастер спорта СССР по акробатике (1968)
- Заслуженный тренер СССР по прыжкам в воду (1991)
- Заслуженный тренер РСФСР по прыжкам на батуте (1991)
- Судья Всесоюзной категории по акробатике